# Либерия на летних Олимпийских играх 1956
Либерия на летних Олимпийских играх 1956 была представлена Олимпийским комитетом Либерии. Это был дебют страны на олимпийских играх. В Мельбурн прибыло всего 4 либерийских легкоатлета, но показать высокие результаты они не смогли.

## Состав олимпийской сборной Либерии

### Лёгкая атлетика
Спортсменов — 4

#### мужчины
| Спортсмен                                                   | Дисциплина     | Предварительный раунд 1 | Предварительный раунд 1 | Предварительный раунд 2 | Предварительный раунд 2 | Полуфинал             | Полуфинал             | Финал                 | Финал                 |
| Спортсмен                                                   | Дисциплина     | Результат               | Место                   | Результат               | Место                   | Результат             | Место                 | Результат             | Место                 |
| ----------------------------------------------------------- | -------------- | ----------------------- | ----------------------- | ----------------------- | ----------------------- | --------------------- | --------------------- | --------------------- | --------------------- |
| Джеймс Робертс                                              | 100 м          | 11.3                    | 52                      | Закончил выступление    | Закончил выступление    | Закончил выступление  | Закончил выступление  | Закончил выступление  | Закончил выступление  |
| Эммануэль Путу                                              | 100 м          | 11.3                    | 52                      | Закончил выступление    | Закончил выступление    | Закончил выступление  | Закончил выступление  | Закончил выступление  | Закончил выступление  |
| Джеймс Робертс                                              | 200 м          |                         | DSQ                     | Закончил выступление    | Закончил выступление    | Закончил выступление  | Закончил выступление  | Закончил выступление  | Закончил выступление  |
| Эммануэль Путу                                              | 200 м          | время не зафиксировано  | время не зафиксировано  | Закончил выступление    | Закончил выступление    | Закончил выступление  | Закончил выступление  | Закончил выступление  | Закончил выступление  |
| Джордж Джонсон                                              | 400 м          | 54.8                    | 40                      | Закончил выступление    | Закончил выступление    | Закончил выступление  | Закончил выступление  | Закончил выступление  | Закончил выступление  |
| Джордж Джонсон                                              | 800 м          | время не зафиксировано  | время не зафиксировано  | Закончил выступление    | Закончил выступление    | Закончил выступление  | Закончил выступление  | Закончил выступление  | Закончил выступление  |
| Джордж Джонсон Эдвард Мартинс Эммануэль Путу Джеймс Робертс | 4х100          | 47.7                    | 17                      |                         |                         | Закончили выступление | Закончили выступление | Закончили выступление | Закончили выступление |
| Эдвард Мартинс                                              | Прыжок в длину | 6.01                    | 31                      |                         |                         |                       |                       | Закончил выступление  | Закончил выступление  |